# Gregorova Vieska
Gregorova Vieska (bis 1927 slowakisch auch „Vieska“; ungarisch Gergelyfalva) ist eine Gemeinde im Süden der Slowakei mit 140 Einwohnern (Stand 31. Dezember 2024). Sie gehört zum Okres Lučenec, einem Kreis des Banskobystrický kraj, und ist zugleich Teil der traditionellen Landschaft Novohrad.

## Geographie

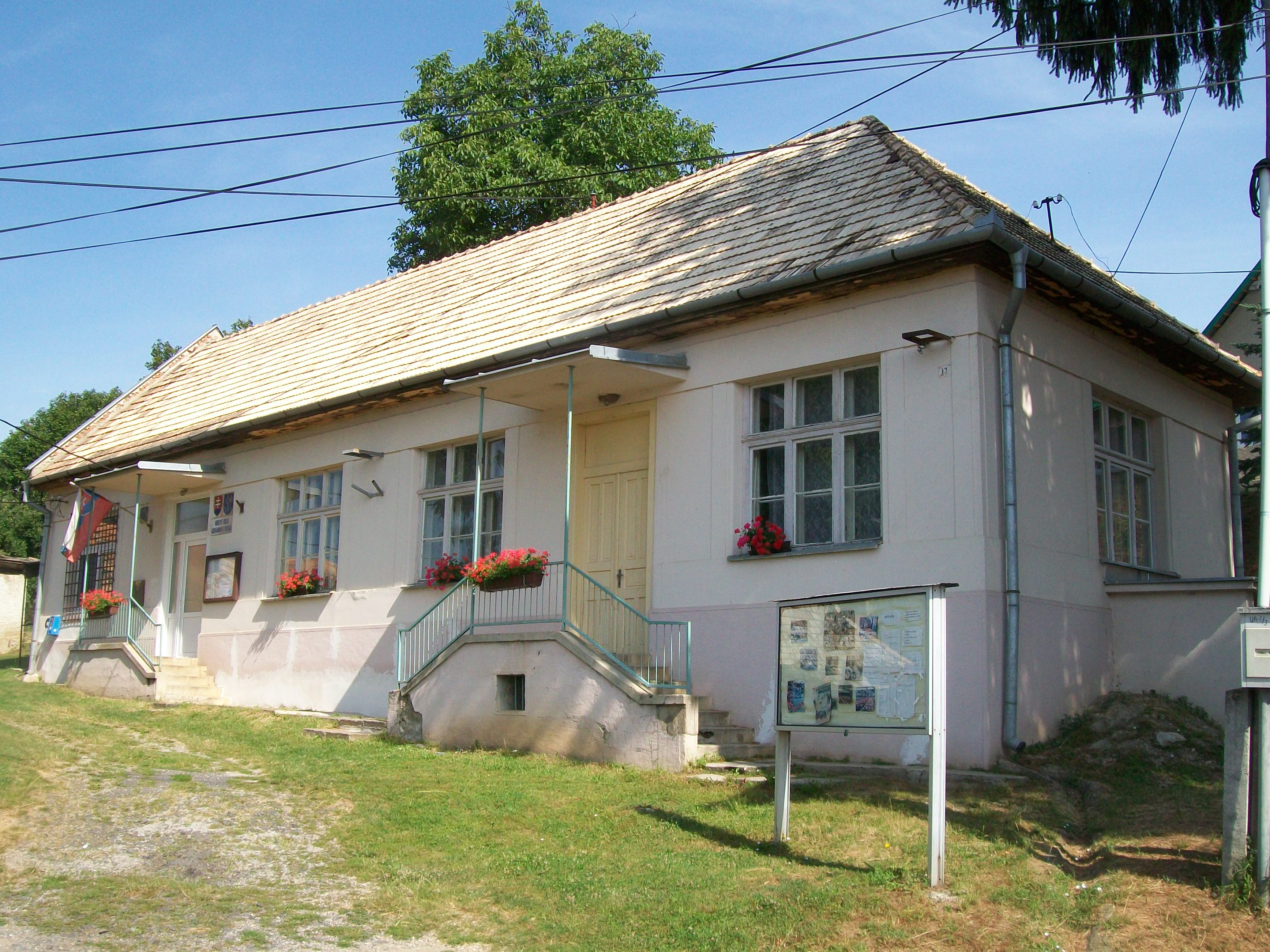
Gemeindeamt von Gregorova Vieska

Die Gemeinde befindet sich am westlichen Rand des Talkessels Lučenská kotlina, selbst eine Untereinheit der Juhoslovenská kotlina, westlich des Flusses Krivánsky potok. Der höchste Punkt des Gemeindegebiets ist der Hügel Sedem chotárov im Gebirge Ostrôžky mit 602 m n.m. im Norden. Das Ortszentrum liegt auf einer Höhe von 273 m n.m. und ist 12 Kilometer von Lučenec entfernt.
Nachbargemeinden sind Ružiná und Lovinobaňa im Norden, (auf einem Punkt am Hügel Sedem chotárov), Podrečany im Nordosten, Tomášovce im Osten und Stará Halič im Süden und Westen.

## Geschichte

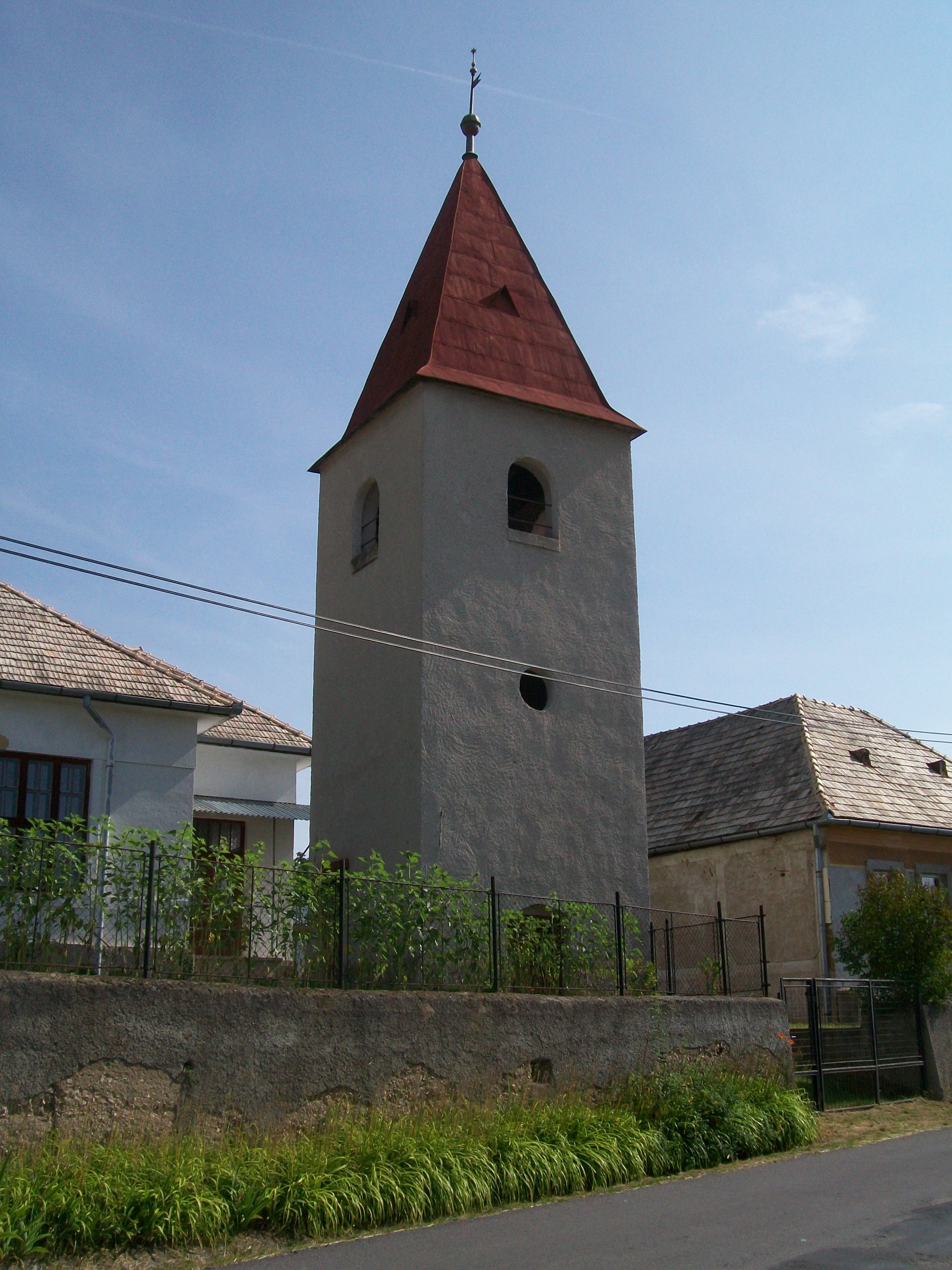
Glockenturm

Gregorova Vieska wurde zum ersten Mal 1393 als Gergurgalua schriftlich erwähnt und war Bestandteil der Herrschaft der Burg Divín. 1828 zählte man 45 Häuser und 263 Einwohner, die in der wenig fruchtbaren Landwirtschaft sowie als Hersteller von Holzgeschirr beschäftigt waren.
Bis 1918/1919 gehörte der im Komitat Neograd liegende Ort zum Königreich Ungarn und kam danach zur Tschechoslowakei beziehungsweise heute Slowakei. Von 1973 bis 1990 war Gregorova Vieska Ortsteil der Gemeinde Tomášovce.

## Bevölkerung
| Jahr                | 1994 | 2004    | 2014    | 2024    |
| ------------------- | ---- | ------- | ------- | ------- |
| Anzahl der Personen | 137  | 144     | 141     | 140     |
| Unterschied         |      | +5,10 % | −2,08 % | −0,70 % |

| Jahr                | 2023 | 2024 |
| ------------------- | ---- | ---- |
| Anzahl der Personen | 140  | 140  |
| Unterschied         |      | +0 % |

Gemäß der Volkszählung 2011 wohnten in Gregorova Vieska 149 Einwohner, davon 141 Slowaken und zwei Magyaren. Sechs Einwohner machten keine Angabe zur Ethnie.
306 Einwohner bekannten sich zur römisch-katholischen Kirche, 166 Einwohner zur Evangelischen Kirche A. B. sowie jeweils ein Einwohner zu den Baptisten, zur evangelisch-methodistischen Kirche, zur griechisch-katholischen Kirche und zur orthodoxen Kirche. 47 Einwohner waren konfessionslos und bei 60 Einwohnern wurde die Konfession nicht ermittelt.

## Bauwerke und Denkmäler
- Glockenturm